# Ildefons Lima Solà
Ildefons Lima Solà (Barcelona, 10 de desembre, 1979) és un exfutbolista de nacionalitat andorrana, germà del també futbolista Antoni Lima.
Actualment és el jugador amb més partits jugats amb la selecció d'Andorra, amb un total de 137 internacionalitats, entre els 100 jugadors amb més internacionalitats a nivell mundial de tota la història, entre els 40 a nivell europeu i posseïdor del Guinness World Record com a jugador amb més anys vestint la samarreta d'una selecció FIFA (guardó Longest International Football (Soccer) Career - Male).

## Trajectòria esportiva

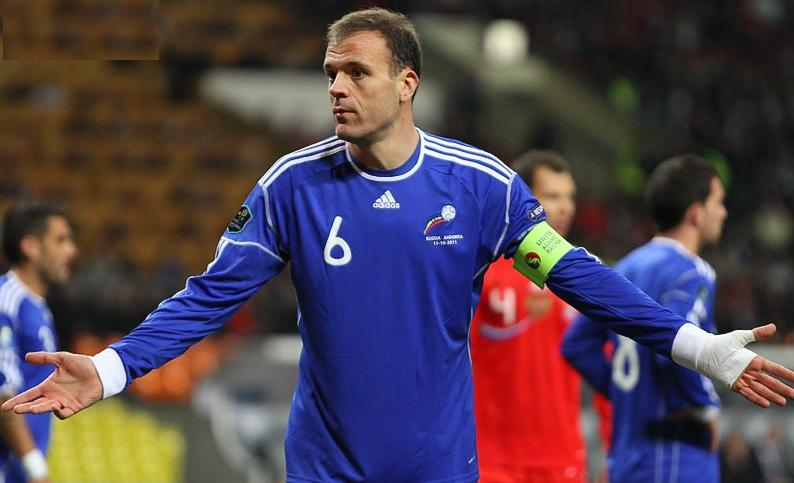
Ildefons Lima l'any 2011.

Format a les categories inferiors del FC Andorra i vingut a Catalunya de la mà del RCD Espanyol, Ildefons Lima ha militat a diversos clubs, des del Pachuca mexicà, o l'Ionikos grec, als clubs espanyols com UD Las Palmas, Poli Ejido o Rayo Vallecano. L'estiu del 2005 signà per la US Triestina Calcio, a la Serie B italiana, on va esdevenir un dels jugadors més estimats, quatre anys més tard abandona Itàlia per iniciar una nova experiència a la Swiss Football League, primera divisió Suïssa, a les files de l'AC Bellinzona, on amb 4 gols a la seva primera temporada es converteix en el defensa més golejador del campionat suís i ajuda el petit equip del Ticino a aconseguir la permanència a 1a divisió. Abandona Suïssa per tornar a Trieste on disputa la seva última temporada com a professional abans de tornar al seu primer club i casa seva, el FC Andorra.
L'estiu del 2014 firma amb el campió de la lliga d'Andorra, el FC Santa Coloma, per disputar la primera ronda de la fase prèvia de la Champions League contra l'equip campió armeni, el FC Banants, aconseguint la primera victòria d'un equip d'Andorra en un partit de Champions League, 1-0 i contribuint, amb un gol seu en el partit de tornada, a la classificació a la segona ronda.
Es proclama campió de lliga la temporada 2014-2015.
En la segona participació en la Champions League, l'equip gibraltareny del Lincoln Red Imps FC els deixa fora després d'un 0-0 al partit jugat a Gibraltar i una derrota al Principat per 1-2, on aconsegueix un estèril gol pels colomencs. La temporada 2015-2016 guanya la Supercopa d'Andorra amb el conjunt colomenc i es proclama novament campió de Lliga. En la tercera participació en la màxima competició europea per clubs, el FC Alashkert armeni, acaba amb el somni europeu, després de l'empat a 0 al Principat a l'anada, el Don Denis Santa Coloma cau a Erevan en el minuts finals per 3-0.
La temporada 2016-2017 es proclama campió de lliga per tercera vegada consecutiva.
La temporada 2017-2018 aconsegueix el triplet, guanyant Supercopa, Lliga i Copa Constitució i d´aquesta manera obté el pas a un nou format on l'equip campió d´Andorra disputarà Champions i Europa League. A la màxima competició europea cauen eliminats pel FC Drita, campió de Kosovo, a la pròrroga. A segona ronda d´Europa League aconsegueixen una victòtia a casa contra el campió islandès, el Valur de Reykjavík, per 1-0, que no és suficient per continuar a la competició després de la derrota a Reykjavík per 3-0.
La temporada 2018-2019 fitxa per l'Inter d'Escaldes de la primera dividió andorrana, on es proclama campió de Lliga i Copa la temporada 2019/2020, aconseguint mesos més tard un històric triplet, amb la consecució de la Supercopa d´Andorra en aconseguir la victòria per 2-0 contra el FC Santa Coloma i marcant el segon gol del conjunt escaldenc. Torna a participar en la segona ronda d´Europa League contra el Dundalk FC irlandès, quedant eliminat a partit únic per un 0-1 a l'Estadi Comunal.
És el màxim golejador de la selecció andorrana amb 11 gols en 137 partits (a setiembre de 2023), aconseguits contra les seleccions d'Estònia, Irlanda, Xipre, Malta, Azerbaidjan, Lituània, Belarús, Gal·les, Israel, Bèlgica i San Marino.
És, un cop superats els 106 partits d'Oscar Sonejee, el jugador andorrà amb més partits internacionales, un total de 137
Company del jugador de l'Inter d'Escaldes, Josep Manel Ayala, internacional per Andorra, retirat amb 85 internacionalitats, sent el tercer jugador de la història amb més partits, i amb experiència al futbol francès amb el Luzenac i al futbol espanyol al Binèfar.
L'any 2013 debuta amb la selecció de Beach Soccer, a l'Euro Beach Soccer League, on aconsegueix 3 gols en 2 partits, contra Anglaterra i la República Txeca, a la ciutat francesa de Valence. L'any 2015 participa en la EBSL de Siófok, Hongria.

## Palmarès
- 7 Lliga andorrana de futbol: 2014-15, 2015-16, 2016-17, 2017-18, 2019-20, 2020-21, 2021-22
- 2 Copa Constitució: 2018, 2020
- 4 Supercopa andorrana de futbol: 2015, 2017, 2020, 2021

## Participacions en competicions de seleccions
| Any       | Competició                      | Partits | Gols | Targetes grogues | Targetes vermelles | Resultat de l'equip |
| --------- | ------------------------------- | ------- | ---- | ---------------- | ------------------ | ------------------- |
| 1998-1999 | Classificació Eurocopa 2000     | 8       | 0    | 1                | 0                  | No es classificà    |
| 2000-2001 | Classificació Copa del Món 2002 | 7       | 2    | 1                | 0                  | No es classificà    |
| 2002-2003 | Classificació Eurocopa 2004     | 3       | 0    | 1                | 0                  | No es classificà    |
| 2004-2005 | Classificació Copa del Món 2006 | 7       | 0    | 6                | 1                  | No es classificà    |
| 2006-2007 | Classificació Eurocopa 2008     | 5       | 0    | 4                | 0                  | No es classificà    |
| 2008-2009 | Classificació Copa del Món 2010 | 8       | 1    | 5                | 0                  | No es classificà    |
| 2010-2011 | Classificació Eurocopa 2012     | 8       | 0    | 4                | 1                  | No es classificà    |
| 2012-2013 | Classificació Copa del Món 2014 | 9       | 0    | 2                | 0                  | No es classificà    |
| 2014-2015 | Classificació Eurocopa 2016     | 10      | 3    | 3                | 0                  | No es classificà    |
| 2016-2017 | Classificació Copa del Món 2018 | 9       | 0    | 4                | 0                  | No es classificà    |
| 2018      | Lliga de les Nacions            | 6       | 0    | 1                | 0                  | No es classificà    |
| 2019      | Classificació Eurocopa 2020     | 9       | 0    | 4                | 0                  | No es classificà    |
| 2021      | Classificació Copa del Món 2022 | 3       | 0    | 0                | 0                  | No es classificà    |
| 2022      | Lliga de les Nacions            | 1       | 0    | 0                | 0                  | No es classificà    |
| 2023      | Classificació Eurocopa 2024     | 3       | 0    | 0                | 0                  | No es classificà    |

## Participacions en competicions UEFA de clubs
| Any       | Competició                   | Partits | Gols | Targetes grogues | Targetes vermelles | Resultat de l'equip |
| --------- | ---------------------------- | ------- | ---- | ---------------- | ------------------ | ------------------- |
| 2014-2015 | Lliga de Campions de la UEFA | 2       | 1    | 1                | 0                  | Eliminats 2Q        |
| 2015-2016 | Lliga de Campions de la UEFA | 2       | 1    | 2                | 0                  | Eliminats 1Q        |
| 2016-2017 | Lliga de Campions de la UEFA | 2       | 0    | 1                | 0                  | Eliminats 1Q        |
| 2017-2018 | Lliga de Campions de la UEFA | 2       | 1    | 2                | 0                  | Eliminats 1Q        |
| 2018-2019 | Lliga de Campions de la UEFA | 1       | 0    | 1                | 0                  | Eliminats 1Q        |
| 2018-2019 | Lliga Europa de la UEFA      | 2       | 0    | 2                | 0                  | Eliminats 2Q        |
| 2020-2021 | Lliga Europa de la UEFA      | 1       | 0    | 1                | 0                  | Eliminats 2Q        |
| 2021-2022 | Lliga de Campions de la UEFA | 2       | 0    | 0                | 0                  | Eliminats 1Q        |
| 2021-2022 | Lliga de Campions de la UEFA | 1       | 0    | 0                | 0                  | Eliminats 2Q        |

## Participacions en competicions de seleccions de Beach Soccer
| Any  | Competició   | Partits | Gols |
| ---- | ------------ | ------- | ---- |
| 2013 | EBSL Valence | 2       | 3    |
| 2015 | EBSL Siófok  | 3       | 1    |

## Partits amb la selecció
| #   | Data                   | Seu                            | Rival                 | Marcador | Resultat | Competició      | Notes     |
| --- | ---------------------- | ------------------------------ | --------------------- | -------- | -------- | --------------- | --------- |
| 1   | 22 de juny de 1997     | Kuressaare d'Estònia           | Estònia               | 4-1      | Derrota  | Amistós         | 1 Gol     |
| 2   | 25 de juny de 1997     | Riga de Letònia                | Letònia               | 4-1      | Derrota  | Amistós         |           |
| 3   | 3 de juny de 1998      | París de França                | Brasil                | 0-3      | Derrota  | Amistós         |           |
| 4   | 22 de juny de 1998     | Kuressaare d'Estònia           | Estònia               | 2-1      | Derrota  | Amistós         |           |
| 5   | 24 de juny de 1998     | Tallinn d'Estònia              | Azerbaidjan           | 0-0      | Empat    | Amistós         |           |
| 6   | 26 de juny de 1998     | Pärnu d'Estònia                | Letònia               | 2-0      | Derrota  | Amistós         |           |
| 7   | 29 de juny de 1998     | Karksi-Nuia d'Estònia          | Lituània              | 4-0      | Derrota  | Amistós         |           |
| 8   | 10 d'octubre de 1998   | Andorra la Vella d'Andorra     | Ucraïna               | 0-2      | Derrota  | Euro 2000 Qual. |           |
| 9   | 14 d'octubre de 1998   | París de França                | França                | 2-0      | Derrota  | Euro 2000 Qual. |           |
| 10  | 3 de febrer de 1998    | Cadis d'Espanya                | Illes Fèroe           | 0-0      | Empat    | Amistós         |           |
| 11  | 27 de març de 1999     | Andorra la Vella d'Andorra     | Islàndia              | 0-2      | Derrota  | Euro 2000 Qual. |           |
| 12  | 31 de març de 1999     | Moscou de Rússia               | Rússia                | 6-1      | Derrota  | Euro 2000 Qual. | 1 TG      |
| 13  | 5 de juny de 1999      | Kíev d'Ucraïna                 | Ucraïna               | 4-0      | Derrota  | Euro 2000 Qual. |           |
| 14  | 9 de juny de 1999      | Barcelona de Catalunya         | França                | 0-1      | Derrota  | Euro 2000 Qual. |           |
| 15  | 18 d'agost de 1999     | Lisboa de Portugal             | Portugal              | 0-4      | Derrota  | Amistós         |           |
| 16  | 8 de setembre de 1999  | Andorra la Vella d'Andorra     | Rússia                | 1-2      | Derrota  | Euro 2000 Qual. |           |
| 17  | 9 d'octubre de 1999    | Andorra la Vella d'Andorra     | Armènia               | 0-3      | Derrota  | Euro 2000 Qual. |           |
| 18  | 6 de febrer de 2000    | Attard de Malta                | Albània               | 0-3      | Derrota  | Amistós         |           |
| 19  | 8 de febrer de 2000    | Attard de Malta                | Malta                 | 1-1      | Empat    | Amistós         |           |
| 20  | 10 de febrer de 2000   | Attard de Malta                | Azerbaidjan           | 0-0      | Empat    | Amistós         |           |
| 21  | 26 d'abril de 2000     | Andorra la Vella d'Andorra     | Belarús               | 2-0      | Victòria | Amistós         |           |
| 22  | 16 d'agost de 2000     | Tallinn d¡Estònia              | Estònia               | 1-0      | Derrota  | WC 2002 Qual.   | 1 TG      |
| 23  | 2 de setembre de 2000  | Andorra la Vella d'Andorra     | Xipre                 | 2-3      | Derrota  | WC 2002 Qual.   | 1 Gol     |
| 24  | 7 d'octubre de 2000    | Andorra la Vella d'Andorra     | Estònia               | 1-2      | Derrota  | WC 2002 Qual.   |           |
| 25  | 15 de novembre de 2000 | Limassol de Xipre              | Xipre                 | 5-0      | Derrota  | WC 2002 Qual.   |           |
| 26  | 24 de març de 2001     | Barcelona de Catalunya         | Països Baixos         | 0-5      | Derrota  | WC 2002 Qual.   |           |
| 27  | 28 de març de 2001     | Barcelona de Catalunya         | República d'Irlanda   | 0-3      | Derrota  | WC 2002 Qual.   |           |
| 28  | 25 d'abril de 2001     | Dublín d'Irlanda               | República d'Irlanda   | 3-1      | Derrota  | WC 2002 Qual.   | 1 Gol     |
| 29  | 27 de març de 2002     | Attard de Malta                | Malta                 | 1-1      | Empat    | Amistós         | 1 Gol     |
| 30  | 17 d'abril de 2002     | Andorra la Vella d'Andorra     | Albània               | 2-0      | Victòria | Amistós         |           |
| 31  | 21 d'agost de 2002     | Reykjavík d'Islàndia           | Islàndia              | 3-0      | Derrota  | Amistós         |           |
| 32  | 16 d'octubre de 2002   | Sofia de Bulgària              | Bulgària              | 2-1      | Derrota  | Euro 2004 Qual. | 1 TG      |
| 33  | 7 de juny de 2003      | Tallinn d'Estònia              | Estònia               | 2-0      | Derrota  | Euro 2004 Qual. |           |
| 34  | 11 de juny de 2003     | Gant de Bèlgica                | Bèlgica               | 0-3      | Derrota  | Euro 2004 Qual. |           |
| 35  | 14 d'abril de 2004     | Peralada de Catalunya          | Xina                  | 0-0      | Empat    | Amistós         |           |
| 36  | 28 de maig de 2004     | Montpeller de França           | França                | 4-0      | Derrota  | Amistós         |           |
| 37  | 5 de juny de 2004      | Getafe d'Espanya               | Espanya               | 4-0      | Derrota  | Amistós         |           |
| 38  | 8 de setembre de 2004  | Andorra la Vella d'Andorra     | Romania               | 1-5      | Derrota  | WC 2006 Qual.   | 2 TG      |
| 39  | 17 de novembre de 2004 | Barcelona de Catalunya         | Països Baixos         | 0-3      | Derrota  | WC 2006 Qual.   |           |
| 40  | 9 de febrer de 2005    | Skopje de Macedònia            | Macedònia             | 0-0      | Empat    | WC 2006 Qual.   | 1 TG      |
| 41  | 30 de març de 2005     | Andorra la Vella d'Andorra     | República Txeca       | 0-4      | Derrota  | WC 2006 Qual.   | 1 TG      |
| 42  | 17 d'agost de 2005     | Constanţa de Romania           | Romania               | 2-0      | Derrota  | WC 2006 Qual.   | 1 TG      |
| 43  | 3 de setembre de 2005  | Andorra la Vella d'Andorra     | Finlàndia             | 0-0      | Empat    | WC 2006 Qual.   | 1 TG      |
| 44  | 12 d'octubre de 2005   | Andorra la Vella d'Andorra     | Armènia               | 0-3      | Derrota  | WC 2006 Qual.   | 1 TV      |
| 45  | 7 de febrer de 2007    | Andorra la Vella d'Andorra     | Armènia               | 0-0      | Empat    | Amistós         |           |
| 46  | 6 de juny de 2007      | Andorra la Vella d'Andorra     | Israel                | 0-2      | Derrota  | Euro 2008 Qual. | 1 TG      |
| 47  | 22 d'agost de 2007     | Tallinn d'Estònia              | Estònia               | 2-1      | Derrota  | Euro 2008 Qual. | 1 TG      |
| 48  | 17 d'octubre de 2007   | Skopje de Macedònia            | Macedònia             | 3-0      | Derrota  | Euro 2008 Qual. | 1 TG      |
| 49  | 17 de novembre de 2007 | Andorra la Vella d'Andorra     | Estònia               | 0-2      | Derrota  | Euro 2008 Qual. |           |
| 50  | 21 de novembre de 2007 | Andorra la Vella d'Andorra     | Rússia                | 0-1      | Derrota  | Euro 2008 Qual. | 1 TG      |
| 51  | 26 de març de 2008     | Andorra la Vella d'Andorra     | Letònia               | 0-3      | Derrota  | Amistós         | 2 TG      |
| 52  | 4 de juny de 2008      | Andorra la Vella d'Andorra     | Azerbaidjan           | 1-2      | Derrota  | Amistós         | 1 Gol     |
| 53  | 20 d'agost de 2008     | Almati del Kazakhstan          | Kazakhstan            | 3-0      | Derrota  | WC 2010 Qual.   | 1 TG      |
| 54  | 6 de setembre de 2008  | Barcelona de Catalunya         | Anglaterra            | 0-2      | Derrota  | WC 2010 Qual.   |           |
| 55  | 10 de setembre de 2008 | Andorra la Vella d'Andorra     | Belarús               | 1-3      | Derrota  | WC 2010 Qual.   |           |
| 56  | 15 d'octubre de 2008   | Zagreb de Croàcia              | Croàcia               | 4-0      | Derrota  | WC 2010 Qual.   | 1 TG      |
| 57  | 11 de febrer de 2009   | Albufeira de Portugal          | Lituània              | 3-1      | Derrota  | Amistòs         | 1 Gol     |
| 58  | 6 de juny de 2009      | Grodno de Belarús              | Belarús               | 5-1      | Derrota  | WC 2010 Qual.   | 1 Gol 1TG |
| 59  | 10 de juny de 2009     | Londres d'Anglaterra           | Anglaterra            | 6-0      | Derrota  | WC 2010 Qual.   | 1TG       |
| 60  | 9 de setembre de 2009  | Andorra la Vella d'Andorra     | Kazakhstan            | 1-3      | Derrota  | WC 2010 Qual.   |           |
| 61  | 14 d'octubre de 2009   | Andorra la Vella d'Andorra     | Ucraïna               | 0-6      | Derrota  | WC 2010 Qual.   | 1TG       |
| 62  | 11 d'agost de 2010     | Larnaca de Xipre               | Xipre                 | 1-0      | Derrota  | Amistós         |           |
| 63  | 3 de setembre de 2010  | Andorra la Vella d'Andorra     | Rússia                | 0-2      | Derrota  | Euro 2012 Qual. | 1 TG      |
| 64  | 7 de setembre de 2010  | Dublín d'Irlanda               | República d'Irlanda   | 3-1      | Derrota  | Euro 2012 Qual. | 1 TG      |
| 65  | 12 d'octubre de 2010   | Erevan d'Armènia               | Armènia               | 4-0      | Derrota  | Euro 2012 Qual. | 1 TG      |
| 66  | 9 de febrer de 2011    | Lagos de Portugal              | Moldàvia              | 1-2      | Derrota  | Amistós         | 1 TV      |
| 67  | 26 de març de 2011     | Andorra la Vella d'Andorra     | Eslovàquia            | 0-1      | Derrota  | Euro 2012 Qual. |           |
| 68  | 4 de juny de 2011      | Bratislava d'Eslovàquia        | Eslovàquia            | 1-0      | Derrota  | Euro 2012 Qual. |           |
| 69  | 2 de setembre de 2011  | Andorra la Vella d'Andorra     | Armènia               | 0-3      | Derrota  | Euro 2012 Qual  | 1 TV      |
| 70  | 7 d'octubre de 2011    | Andorra la Vella d'Andorra     | República d'Irlanda   | 2-0      | Derrota  | Euro 2012 Qual  |           |
| 71  | 11 d'octubre de 2011   | Moscou de Rússia               | Rússia                | 6-0      | Derrota  | Euro 2012 Qual  | 1TG       |
| 72  | 30 de maig de 2012     | Kelsterbach d'Alemanya         | Azerbaidjan           | 0-0      | Empat    | Amistós         | 1TG       |
| 73  | 2 de juny de 2012      | Varsòvia de Polònia            | Polònia               | 4-0      | Derrota  | Amistós         | 1TG       |
| 74  | 14 d'agost de 2012     | Vaduz de Liechtenstein         | Liechtenstein         | 1-0      | Derrota  | Amistós         | 1TG       |
| 75  | 7 de setembre de 2012  | Andorra la Vella d'Andorra     | Hongria               | 0-5      | Derrota  | WC 2014 Qual    |           |
| 76  | 11 de setembre de 2012 | Bucarest de Romania            | Romania               | 4-0      | Derrota  | WC 2014 Qual    | 1 TG      |
| 77  | 12 d'octubre de 2012   | Rotterdam dels Països Baixos   | Països Baixos         | 3-0      | Derrota  | WC 2014 Qual    |           |
| 78  | 16 d'octubre de 2012   | Andorra la Vella d'Andorra     | Estònia               | 0-1      | Derrota  | WC 2014 Qual    |           |
| 79  | 22 de març de 2013     | Andorra la Vella d'Andorra     | Turquia               | 0-2      | Derrota  | WC 2014 Qual    |           |
| 80  | 26 de març de 2013     | Tallinn d'Estònia              | Estònia               | 2-0      | Derrota  | WC 2014 Qual    |           |
| 81  | 14 d'agost de 2013     | Chisinau de Moldàvia           | Moldàvia              | 1-1      | Empat    | Amistós         | 1 TG      |
| 82  | 6 de setembre de 2013  | Kayseri de Turquia             | Turquia               | 5-0      | Derrota  | WC 2014 Qual    |           |
| 83  | 10 de setembre de 2013 | Andorra la Vella d'Andorra     | Països Baixos         | 0-2      | Derrota  | WC 2014 Qual    | 1 TG      |
| 84  | 15 d'octubre de 2013   | Budapest de Hongria            | Hongria               | 2-0      | Derrota  | WC 2014 Qual    |           |
| 85  | 5 de març de 2014      | Andorra la Vella d'Andorra     | Moldàvia              | 0-3      | Derrota  | Amistós         |           |
| 86  | 26 de març de 2014     | Alzira d'Espanya               | Indonèsia             | 0-1      | Derrota  | Amistós         |           |
| 87  | 9 de setembre de 2014  | Andorra la Vella d'Andorra     | Gal·les               | 1-2      | Derrota  | Euro 2016 Qual  | 1 Gol     |
| 88  | 10 d'octubre de 2014   | Brussel·les de Bèlgica         | Bèlgica               | 6-0      | Derrota  | Euro 2016 Qual  |           |
| 89  | 13 d'octubre de 2014   | Andorra la Vella d'Andorra     | Israel                | 1-4      | Derrota  | Euro 2016 Qual  | 1 Gol     |
| 90  | 16 de novembre de 2014 | Nicosia de Xipre               | Xipre                 | 5-0      | Derrota  | Euro 2016 Qual  |           |
| 91  | 28 de març de 2015     | Andorra la Vella d'Andorra     | Bòsnia i Hercegovina  | 0-3      | Derrota  | Euro 2016 Qual  |           |
| 92  | 12 de juny de 2015     | Andorra la Vella d'Andorra     | Xipre                 | 1-3      | Derrota  | Euro 2016 Qual  |           |
| 93  | 3 de setembre de 2015  | Haifa d'Israel,                | Israel                | 4-0      | Derrota  | Euro 2016 Qual  |           |
| 94  | 6 de setembre de 2015  | Zenica de Bòsnia,              | Bòsnia i Hercegovina  | 3-0      | Derrota  | Euro 2016 Qual  |           |
| 95  | 10 d'octubre de 2015   | Andorra la Vella d'Andorra     | Bèlgica               | 1-4      | Derrota  | Euro 2016 Qual  | 1 Gol     |
| 96  | 13 d'octubre de 2015   | Cardiff de Gal·les             | Gal·les               | 2-0      | Derrota  | Euro 2016 Qual  | 1 TG      |
| 97  | 12 de novembre de 2015 | Andorra la Vella d'Andorra     | Saint Kitts and Nevis | 0-1      | Derrota  | Amistós         | 1 TG      |
| 98  | 28 de març de 2016     | Paola de Malta                 | Moldàvia              | 1-0      | Derrota  | Amistós         |           |
| 99  | 26 de maig de 2016     | Bad Erlach de Àustria          | Azerbaidjan           | 0-0      | Empat    | Amistós         |           |
| 100 | 1 de juny de 2016      | Tallinn d'Estònia              | Estònia               | 2-0      | Derrota  | Amistós         | 1TG       |
| 101 | 9 de setembre de 2016  | Andorra la Vella d'Andorra     | Letònia               | 0-1      | Derrota  | WC 2018 Qual    |           |
| 102 | 7 d'octubre de 2016    | Aveiro de Portugal             | Portugal              | 6-0      | Derrota  | WC 2018 Qual    | 1TG       |
| 103 | 10 d'octubre de 2016   | Andorra la Vella d'Andorra     | Suïssa                | 1-2      | Derrota  | WC 2018 Qual    | 1TG       |
| 104 | 22 de febrer de 2017   | Serravalle de San Marino       | San Marino            | 0-2      | Victòria | Amistós         | 1 Gol     |
| 105 | 25 de març de 2017     | Andorra la Vella d'Andorra     | Illes Fèroe           | 0-0      | Empat    | WC 2018 Qual    | 1 TG      |
| 106 | 9 de juny de 2017      | Andorra la Vella d'Andorra     | Hongria               | 1-0      | Victòria | WC 2018 Qual    |           |
| 107 | 16 d'agost de 2017     | Burton-upon-Trent d'Anglaterra | Qatar                 | 1-0      | Derrota  | Amistós         | 1 TG      |
| 108 | 31 d'agost de 2017     | St.Gallen de Suïssa            | Suïssa                | 3-0      | Derrota  | WC 2018 Qual    |           |
| 109 | 3 de setembre de 2017  | Tórshavn de les illes Fèroe    | Illes Fèroe           | 1-0      | Derrota  | WC 2018 Qual    |           |
| 110 | 7 d'octubre de 2017    | Andorra la Vella d'Andorra     | Portugal              | 0-2      | Derrota  | WC 2018 Qual    |           |
| 111 | 10 d'octubre de 2017   | Riga de Letònia                | Letònia               | 4-0      | Derrota  | WC 2018 Qual    | 1 TG      |
| 112 | 10 de juny de 2018     | Almada de Portugal             | Cap Verd              | 0-0      | Empat    | Amistós         | 1 TG      |
| 113 | 18 d'agost de 2018     | Grödig d'Àustria               | Emirats Àrabs Units   | 0-0      | Empat    | Amistós         | 1 TG      |
| 114 | 6 de setembre de 2018  | Riga de Letònia                | Letònia               | 1-1      | Empat    | Nations League  | 1 TG      |
| 115 | 10 de setembre de 2018 | Andorra la Vella d'Andorra     | Kazakhstan            | 1-1      | Empat    | Nations League  |           |
| 116 | 13 d'octubre de 2018   | Tbilissi de Geòrgia            | Geòrgia               | 3-0      | Derrota  | Nations League  |           |
| 117 | 16 d'octubre de 2018   | Astanà del Kazakhstan          | Kazakhstan            | 4-0      | Derrota  | Nations League  |           |
| 118 | 15 de novembre de 2018 | Andorra la Vella d'Andorra     | Geòrgia               | 1-1      | Empat    | Nations League  |           |
| 119 | 19 de novembre de 2018 | Andorra la Vella d'Andorra     | Letònia               | 0-0      | Empat    | Nations League  |           |
| 120 | 22 de març de 2019     | Andorra la Vella d'Andorra     | Islàndia              | 0-2      | Derrota  | Euro 2020 Qual  |           |
| 121 | 25 de març de 2019     | Andorra la Vella d'Andorra     | Albània               | 0-3      | Derrota  | Euro 2020 Qual  | 1 TG      |
| 122 | 8 de juny de 2019      | Chisinau de Moldàvia           | Moldàvia              | 1-0      | Derrota  | Euro 2020 Qual  | 1 TG      |
| 123 | 11 de juny de 2019     | Andorra la Vella d'Andorra     | França                | 0-4      | Derrota  | Euro 2020 Qual  |           |
| 124 | 7 de setembre de 2019  | Istanbul de Turquia            | Turquia               | 1-0      | Derrota  | Euro 2020 Qual  |           |
| 125 | 10 de setembre de 2019 | París de França                | França                | 3-0      | Derrota  | Euro 2020 Qual  |           |
| 126 | 11 d'octubre de 2019   | Andorra la Vella d'Andorra     | Moldàvia              | 1-0      | Victòria | Euro 2020 Qual  |           |
| 127 | 14 d'octubre de 2019   | Reykjavík d'Islàndia           | Islàndia              | 2-0      | Derrota  | Euro 2020 Qual  | 1 TG      |
| 128 | 17 de novembre de 2019 | Andorra la Vella d'Andorra     | Turquia               | 0-2      | Derrota  | Euro 2020 Qual  | 1 TG      |
| 129 | 3 de juny de 2021      | Andorra la Vella d'Andorra     | República d'Irlanda   | 1-4      | Derrota  | Amistós         |           |
| 130 | 7 de juny de 2021      | Andorra la Vella d'Andorra     | Gibraltar             | 0-0      | Empat    | Amistós         |           |
| 131 | 5 de setembre de 2021  | Londres d'Anglaterra           | Anglaterra            | 4-0      | Derrota  | WC 2022 Qual    |           |
| 132 | 8 de setembre de 2021  | Budapest d'Hongria             | Hongria               | 2-1      | Derrota  | WC 2022 Qual    |           |
| 133 | 9 d'octubre de 2021    | Andorra la Vella d'Andorra     | Anglaterra            | 0-5      | Derrota  | WC 2022 Qual    |           |
| 134 | 10 de juny de 2022     | Andorra la Vella d'Andorra     | Liechtenstein         | 2-0      | Victòria | Nations League  |           |
| 135 | 16 de juny de 2023     | Andorra la Vella d'Andorra     | Suïssa                | 0-4      | Derrota  | Euro 2024 Qual  |           |
| 136 | 9 de setembre de 2023  | Andorra la Vella d'Andorra     | Belarús               | 0-0      | Empat    | Euro 2024 Qual  |           |
| 137 | 12 de setembre de 2023 | Sion de Suïssa                 | Suïssa                | 3-0      | Derrota  | Euro 2024 Qual  |           |